# Alain Delmer
Alain Delmer (Coutiches, 1947–?) francia nemzetközi labdarúgó-játékvezető. Polgári foglalkozása matematikatanár.

## Pályafutása

### Nemzeti játékvezetés
Játékvezetésből Lillében vizsgázott. Vizsgáját követően a Nord megyei Labdarúgó-szövetség által üzemeltetett labdarúgó bajnokságokban kezdte sportszolgálatát. A Francia Labdarúgó-szövetség Játékvezető Bizottságának (JB) minősítésével 1975-től a Division 1 játékvezetője. Küldési gyakorlat szerint rendszeres partbírói szolgálatot is végzett. A nemzeti játékvezetéstől 1992-ben visszavonult.

#### Nemzeti kupamérkőzések
Vezetett kupadöntők száma: 1.

##### Francia labdarúgó-szuperkupa
| Időpont          | Helyszín                              | Mérkőzés típusa | Mérkőzés                                        | Eredmény | Nézők száma |
| ---------------- | ------------------------------------- | --------------- | ----------------------------------------------- | -------- | ----------- |
| 1987. január 23. | Stade René-Serge-Nabajoth, Les Abymes | döntő           | FC Girondins de Bordeaux–Paris Saint-Germain FC | 1 – 0    | 12 000      |

### Nemzetközi játékvezetés
A Francia labdarúgó-szövetség JB terjesztette fel nemzetközi játékvezetőnek, a Nemzetközi Labdarúgó-szövetség (FIFA) 1977-től tartotta nyilván bírói keretében. A FIFA JB központi nyelvei közül a franciát beszéli. Több nemzetek közötti válogatott, valamint UEFA-kupa és Kupagyőztesek Európa-kupája klubmérkőzést vezetett. A francia nemzetközi játékvezetők rangsorában, a világbajnokság-Európa-bajnokság sorrendjében többedmagával a 32. helyet foglalja el 2 találkozó szolgálatával. A nemzetközi játékvezetéstől 1992-ben búcsúzott. Válogatott mérkőzéseinek száma: 11.

#### Labdarúgó-világbajnokság
Az 1990-es labdarúgó-világbajnokságon a FIFA JB bíróként alkalmazta. Selejtező mérkőzést az UEFA zónában vezetett.
| Időpont           | Helyszín                     | Mérkőzés típusa           | Mérkőzés       | Eredmény | Nézők száma |
| ----------------- | ---------------------------- | ------------------------- | -------------- | -------- | ----------- |
| 1989. április 26. | Vasil Levski Stadion, Szófia | előselejtező (1. csoport) | Bulgária–Dánia | 0 – 2    | 32 189      |

#### Labdarúgó-Európa-bajnokság
Az 1980-as U21-es labdarúgó-Európa-bajnokságon, az UEFA JB bíróként foglalkoztatta.
| Időpont        | Helyszín                | Mérkőzés típusa     | Mérkőzés        | Eredmény | Nézők száma |
| -------------- | ----------------------- | ------------------- | --------------- | -------- | ----------- |
| 1980. május 7. | Ostsee Stadion, Rostock | első döntő mérkőzés | NDK–Szovjetunió | 0 – 0    | 15 000      |

---
Az 1984-es labdarúgó-Európa-bajnokságon az UEFA JB játékvezetőként foglalkoztatta.
| Időpont           | Helyszín              | Mérkőzés típusa           | Mérkőzés                   | Eredmény | Nézők száma |
| ----------------- | --------------------- | ------------------------- | -------------------------- | -------- | ----------- |
| 1983. március 30. | Windsor Park, Belfast | előselejtező (6. csoport) | Észak-Írország–Törökország | 2 – 1    | 20 000      |

#### Nemzetközi kupamérkőzések

##### UEFA-kupa
| Időpont           | Helyszín               | Mérkőzés típusa       | Mérkőzés                       | Eredmény |
| ----------------- | ---------------------- | --------------------- | ------------------------------ | -------- |
| 1979. november 7. | DVTK-stadion, Diósgyőr | előselejtező (2. kör) | Diósgyőri VTK–Dundee United FC | 3 – 1    |